# Mario Chiesa (ciclista)
Mario Chiesa, nacido el 17 de noviembre de 1966 en Brescia, es un ciclista italiano ya retirado que fue profesional de 1988 a 1997. Tras su retirada se convirtió en director deportivo donde actualmente dirige al conjunto IAM Cycling.

## Palmarés
1987 (como amateur)
- 1 etapa del Giro del Valle de Aosta

1990
- Trofeo Matteotti

## Resultados en las Grandes Vueltas y Campeonatos del Mundo
| Carrera         | 1988 | 1989 | 1990  | 1991 | 1992  | 1993 | 1994  | 1995  | 1996  | 1997 |
| --------------- | ---- | ---- | ----- | ---- | ----- | ---- | ----- | ----- | ----- | ---- |
| Giro de Italia  | -    | Ab.  | 137.º | -    | -     | 64.º | 59.º  | 81.º  | -     | 82.º |
| Tour de Francia | -    | -    | -     | -    | 117.º | 92.º | 114.º | Ab.   | 125.º | -    |
| Vuelta a España | 82.º | -    | -     | Ab.  | 118.º | -    | -     | 112.º | -     | -    |
| Mundial en Ruta | -    | -    | -     | -    | -     | -    | -     | -     | -     | -    |

-: no participa

Ab.: abandono